# Списак основних школа у Јабланичком округу
Списак државних школа у Јабланичком управном округу распоређених по локалним самоуправама: град Лесковац и општине Бојник, Власотинце, Лебане, Медвеђа и Црна Трава.

## Општина Бојник
| Основна школа               | Адреса                   | Година оснивања | Ранији назив |
| --------------------------- | ------------------------ | --------------- | ------------ |
| ОШ „Станимир Вељковић Зеле” | Стојана Љубића 2, Бојник | 1972.           | —            |
| ОШ „Стојан Љубић”           | Косанчић бб, Косанчић    | 1950.           | —            |

## Општина Власотинце
| Основна школа           | Адреса                            | Година оснивања | Ранији назив                                 |
| ----------------------- | --------------------------------- | --------------- | -------------------------------------------- |
| ОШ „25. мај”            | Доња Лопушња 1, Доња Лопушња      | 1967.           | ОШ „Лопушња”                                 |
| ОШ „8. октобар”         | Марка Орешковића 2, Власотинце    | 1970.           | —                                            |
| ОШ „Божидар Миљковић”   | Горњи Присјан бб, Горњи Присјан   | 1895.           | —                                            |
| ОШ „Браћа Миленковић”   | Шишава бб, Шишава                 | 1965.           | Шишавачко-ломничка основна школа ОШ „Шишава” |
| ОШ „Вук Караџић”        | Тегошница бб, Тегошница           | 1975.           | —                                            |
| ОШ „Доситеј Обрадовић”  | Свође бб, Свође                   | 1956.           | —                                            |
| ОШ „Карађорђе Петровић” | Крушевица бб, Крушевица           | 1992.           | —                                            |
| ОШ „Свети Сава”         | Гложане бб, Гложане               | 1997.           | —                                            |
| ОШ „Синиша Јанић”       | Михајла Михајловића 1, Власотинце | 1866.           | —                                            |

## Општина Лебане
| Основна школа                 | Адреса                    | Година оснивања | Ранији назив                          |
| ----------------------------- | ------------------------- | --------------- | ------------------------------------- |
| ОШ „Вук Караџић”              | 19. август 3, Лебане      | 1981.           | —                                     |
| ОШ „Радован Ковачевић Максим” | Цара Душана 76, Лебане    | 1957.           | —                                     |
| ОШ „Радоје Домановић”         | Иво Лола Рибар 3, Бошњаце | 1860.           | Бошњачка школа Бошњачка народна школа |

## Општина Медвеђа
| Основна школа          | Адреса                          | Година оснивања | Ранији назив                     |
| ---------------------- | ------------------------------- | --------------- | -------------------------------- |
| ОШ „Владимир Букилић”  | Туларе бб, Туларе               | 1904.           | —                                |
| ОШ „Горња Јабланица”   | Јабланичка 77, Медвеђа          | 1888.           | ОШ „Божидар Стојановић Дренички” |
| ОШ „Зенељ Хајдини”     | Тупале бб, Тупале               | 1969.           | —                                |
| ОШ „Партизански дом”   | Доњи Бучумет бб, Доњи Бучумет   | 1959.           | —                                |
| ОШ „Радован Ковачевић” | Леце бб, Леце                   | 1961.           | —                                |
| ОШ „Сијаринска Бања”   | Краља Милана 5, Сијаринска Бања | 1961.           | —                                |

## Општина Црна Трава
| Основна школа              | Адреса                   | Година оснивања | Ранији назив |
| -------------------------- | ------------------------ | --------------- | ------------ |
| ОШ „Александар Стојановић” | Црна Трава 1, Црна Трава | 1973.           | —            |